# Jetzt kommt Bogus!
Jetzt kommt Bogus! ist eine US-amerikanische Zeichentrickserie, die zwischen 1991 und 1994 produziert wurde.

## Handlung
Der kleine Bogus lebt zwischen den Wänden des Hauses seines besten Freundes Tommy. Allerdings kann er nur mit einem Spiegel in seine Welt gelangen. Ebenfalls dort wohnen Bratus (Bogus’ Freund) und seine Tante Bogunda. Ratze die Ratte und Schaufler die Spitzmaus leben auch dort und versuchen dafür zu sorgen, dass Bogus rausgeschmissen wird und sie dann die Möglichkeit haben die Familie zu ärgern. Dabei scheitern sie allerdings immer.

## Produktion und Veröffentlichung
Die Serie wurde zwischen 1991 und 1994 von Calico Entertainment und YC Alligator Film in den Vereinigten Staaten produziert. Dabei sind 42 Folgen entstanden.
Erstmals wurde die Serie am 28. September 1991 ausgestrahlt. Die deutsche Erstausstrahlung fand am 16. April 1994 auf Der Kabelkanal (heute Kabel eins) statt. Weitere Ausstrahlungen im deutschsprachigen Raum erfolgten ebenfalls auf Junior.

## Episodenliste
| Folge | Deutscher Titel                 | Originaltitel                         |
| 1     | Mr. Bogus ist der Größte        | Meet Mr. Bogus                        |
| 2     | Der Klassenclown                | Class Clown Bogus                     |
| 3     | Ein Tag im Büro                 | A Day At The Office                   |
| 4     | Cousin Brattus no               | Et Tu, Brattus? no                    |
| 5     | Große Freiheit                  | Shop Around The Clock                 |
| 6     | Strandtag und Budenzauber       | Beach Blanket Bogus                   |
| 7     | Auf in die Wildnis              | Bogus In Wilderland                   |
| 8     | Abenteuer im Computer           | No Snooze Is Good News                |
| 9     | Der Schulausflug                | Hipster Tripster                      |
| 10    | Historische Schätze             | Museum Madness                        |
| 11    | Bogus, der Star                 | Lights, Camera, Bogus                 |
| 12    | Die Affen sind los              | Bogus In Bogus Land                   |
| 13    | Der Sportsfreund                | Good Sport Bogus                      |
| 14    | Bogie und die Videogang         | Computer Intruder                     |
| 15    | Vom Winde verweht               | Babysitting Bogus                     |
| 16    | Familientreffen                 | Bogunda, Bogetta And Bogus            |
| 17    | Bogus im Buchladen              | Bookstore Bogus                       |
| 18    | Kein Unglück für Bogus          | Bad Luck Bogus                        |
| 19    | Mr. Bogus                       | Totally Bogus Video                   |
| 20    | Ein Fall für Bogus              | Bogus Private Eye                     |
| 21    | Super-Bogus                     | Bogus To The Rescue                   |
| 22    | Dr. Bogustein                   | Mr. Bogus Mondo Funno Sci-fi Fab Fest |
| 23    | Baby-Terror                     | Terror Tot In Bogus Land              |
| 24    | Das Rockkonzert                 | Roam Away From Home                   |
| 25    | Aufstand der Ratten             | Bugboy Bogus                          |
| 26    | Bogie und das Vogelbaby         | Springtime For Bogus                  |
| 27    | Wer den Wal hat, hat die Qual   | Water Boy Bogus                       |
| 28    | Bogus beim Fernsehen            | B-tv                                  |
| 29    | Das Werwolf-Gebräu              | Nightmare On Bogus Street             |
| 30    | Der Kampf um die Torte          | Kung Fu Campout                       |
| 31    | Wenn Bogus ins Manöver zieht    | Battle Action Bogus                   |
| 32    | Das Zauber-Chili                | Secret Agent Bogus                    |
| 33    | Der Retter in der Not           | Super Bogus Flies Again               |
| 34    | Der Bessere gewinnt             | Baseball Bogey                        |
| 35    | Die Zombie-Invasion             | The Bogus Invasion                    |
| 36    | Doktor Bogie                    | Is There A Bogus In The House?        |
| 37    | Bogie und der Rattenchef        | Buff-tuff-bogie                       |
| 38    | Im Fantasialand                 | Fun Park Follies                      |
| 39    | Bogie bei Schneewittchen        | Once Upon A Bogus Time                |
| 40    | Bogies tolle Tips               | Brainy Bogus                          |
| 41    | Bogie und die Traumfrau         | Megastar Madness                      |
| 42    | Das Rock ‚n‘ Rola Cola Imperium | Totally Bogus Daydream                |